# ضریب همبستگی رتبه‌ای
در آمار، همبستگی رتبه‌ای عددی است که ارتباط بین رتبه‌های متغیرهای ترتیبی مختلف یا رنکین‌های مختلف یک متغیر را اندازه می‌گیرد، و این رتبه‌دهی وظیفه برچسب‌های «اول»، «دوم»، «سوم» و ... را ایفا می‌کند. ضریب همبستگی رتبه‌ای درجه شباهت بین دو رتبه می‌باشد، و می‌توان از آن برای ارزیابی معناداری آماری ارتباط بین آن‌ها استفاده کرد.

## زمینه
برای مثال، اگر یک متغیر شناسایی برنامه بسکتبال و متغیر دیگر شناسایی برنامه فوتبال دانشکده باشد، می‌توان برای یافتن رتبه این دو نوع از برنامه آزمونی را انجام داد: آیا دانشکده‌هایی که رتبه برنامه بسکتبالشان بالاست، تمایل داشتن رتبه‌ای بالا در فوتبال دارند؟ یک ضریب همبستگی رتبه‌ای می‌تواند این ارتباط را اندازه‌گیری کند، و اندازه معناداری ضریب همبستگی رتبه‌ای نشان می‌دهد که آیا ارتباط اندازه‌گیری شده به قدری کوچک است که احتمال انطباق وجود داشته باشد.
اگر تنها یک متغیر یعنی شناسایی برنامه فوتبال یک دانشکده، وجود داشته باشد، اما تحت تأثیر دو رتبه‌دهی قرار بگیرد (مثلاً، یکی از سوی مربیان و دیگری از سوی خبرنگاران ورزشی)، می‌توان تشابه این دو رتبه‌دهی مختلف را با استفاده از یک ضریب همبستگی رتبه‌ای اندازه‌گیری کرد.

## ضرایب همبستگی
برخی از ضرایب همبستگی مشهور عبارتند از:
1. ضریب همبستگی رتبه‌ای اسپیرمن
2. ضریب همبستگی رتبه‌ای کندال
3. ضریب همبستگی گودمن و کروسکال

افزایش ضریب همبستگی رتبه‌ای، دلالت بر افزایش توافق بین رتبه‌ها دارد. این ضریب در بازه بین [−1, ۱] قرار دارد و فرض بر این است که مقدار آن عبارت است از:
- اگر توافق بین دو رتبه عالی باشد؛ یا به عبارتی دو رتبه یکسان باشند، ۱ می‌باشد.
- اگر دو رتبه کاملاً مستقل باشند، ۰ می‌باشد.
- اگر اختلاف دو رتبه کاملاً عالی باشد؛ یا به عبارتی یک رتبه معکوس دیگری باشد، −۱ می‌باشد.

بر اساس گفته‌های دیاکونیس (۱۹۸۸)، می‌توان یک رتبه را به عنوان جایگشت مجموعه‌ای از اشیا در نظر گرفت. بنابرین می‌توانیم به دنبال رتبه‌های مشاهده شده باشیم، زیرا اطلاعات زمانی بدست آمده‌اند که فضای نمونه یک گروه متقارن است. سپس می‌توانیم یک متریک یا تابع فاصله را معرفی کنیم، و گروه متقارن را به فضای متری بریم. متریک‌های مختلف مطابق همبستگی‌های رتبه‌ای مختلف می‌باشند.

## ضریب همبستگی عمومی
کندال (۱۹۴۴)، نشان داد که ضریب تاو او (تاو کندال) و رو اسپیرمن، شرایط معینی از یک ضریب همبستگی عمومی‌اند. این ضریب از رابطه زیر حاصل می‌شود.
{\displaystyle \Gamma ={\frac {\sum _{i,j=1}^{n}a_{ij}b_{ij}}{\sqrt {\sum _{i,j=1}^{n}a_{ij}^{2}\sum _{i,j=1}^{n}b_{ij}^{2}}}}}